# Domitius Honoratus (Tribun)
Domitius Honoratus (sein Praenomen ist nicht bekannt) war ein im 2. oder 3. Jahrhundert n. Chr. lebender Angehöriger des römischen Ritterstandes (Eques).
Durch eine Inschrift, die beim Kastell Banna gefunden wurde und die auf 122/300 datiert wird, ist belegt, dass Honoratus Tribun der Cohors I Aelia Dacorum war, die zu diesem Zeitpunkt in der Provinz Britannia stationiert war.